# آدام دوتکیویچ
آدام دوتکیویچ (به انگلیسی: Adam Dutkiewicz) متولد ۴ آوریل ۱۹۷۷، (۱۵ فروردین ۱۳۵۶) در وستهامپتون، ماساچوست، گیتاریست و هم‌خوان لهستانی‌تبار گروه‌های متال‌کور ماساچوستی کیلسوئیچ انگیج، افترشوک و تایمز آو گریس می‌باشد.

## نمایش بر روی صحنه
آدام شخصیتی پرانرژی در طول اجراهای زنده کیلسوئیچ انگیج دارد که همین باعث شده است به فعال‌ترین عضو گروه تبدیل شود. او به دلیل پوشیدن لباس‌های غیرعادی و عجیب مانند یک شنل و شلوارک کوتاه در اجرای "د ورلد ابلیز دی‌وی‌دی" (the World Ablaze DVD) در سال ۲۰۰۵ یا پوشیدن کلاه دزدان دریایی در تور "جیمی کیمل لایو!" (!Jimmy Kimmel Live) یا حتی تی‌شرت کیتی پری کاملاً شناخته شده است. آدام به خاطر این رفتارهایش است که معمولاً از او به عنوان "جیم کری گیتارنواز" یاد می‌کنند.